# Edward W. Kellogg
Edward W. Kellogg (* 1882 in Vineland, New Jersey; † 29. Mai 1960) erfand zusammen mit Chester W. Rice den elektrodynamischen Lautsprecher.
Er graduierte am Engineering College in Princeton, arbeitete danach an der Cornell University und lehrte an der University of Missouri.
Im Forschungslabor von General Electrics arbeitete er an der Unterwasserortung, und später zusammen mit Chester W. Rice an Langwellenantennen und Lautsprechern. Dieses führte 1923–25 zur Entwicklung des elektrodynamischen Lautsprechers.
Aufgrund eines Patentaustauschabkommens mit General Electric wurde der Lautsprecher in Deutschland durch die AEG zum Patent angemeldet und ab 1927 vermarktet.
Als GE das Radio und artverwandte Arbeiten zur Radio Corporation of America verlagerte, ging er mit. Dort arbeitete er auch am Tonfilm.